# Pascal Champaloux
Pascal Champaloux, né le 30 janvier 1961 à Colmar et mort le 17 septembre 2013 à Pirae, est un skipper français.

## Carrière
Il remporte la médaille d'argent des Championnats du monde de 470 avec Daniel Peponnet en 1982 à Cascais.